# Katherine Strnad-Walsh
Katherine Strnad-Walsh (geborene Katherine J. Walsh; * 11. März 1946 in Dublin; † 21. März 2011 in Innsbruck) war eine irische Historikerin, die sich besonders mit religiösen Organisationen und Autoren des Spätmittelalters und der Frühmoderne auseinandersetzte.

## Leben
Die einzige Tochter von Harry und Maureen Walsh erwarb 1973 den Ph.D. an der University of Oxford. Sie war außerordentliche Universitätsprofessorin für Geschichte des Mittelalters an der Universität Salzburg sowie 20 Jahre Lehrbeauftragte und Gastprofessorin an der Universität Innsbruck. Sie vertrat feministische Geschichtswissenschaft und war in Innsbruck eine der ersten Vertreterinnen. An der Herausgabe der Fachzeitschrift Innsbrucker Historischer Studien war sie mitbeteiligt.
Ihr Ehemann war der Historiker Alfred A. Strnad. Sie schenkte die umfangreiche Privatbibliothek ihres Mannes mit ca. 30.000 Bänden der Universitäts- und Landesbibliothek Tirol. Der Trauergottesdienst nach ihrem Tode fand am 28. März 2011 in der Krypta der Jesuitenkirche und die Beisetzung auf dem Innsbrucker Westfriedhof statt.

## Schriften (Auswahl)
- The observant congregations of the Augustinian friars in Italy, c. 1385–c. 1465. 1973, OCLC 43088851.
- A fourteenth century scholar and primate. Richard FitzRalph in Oxford, Avignon and Armagh. Oxford 1981, ISBN 0-19-822637-3.
- mit Diana Wood (Hg.): The Bible in the medieval world. Essays in memory of Beryl Smalley. Oxford 1985, ISBN 0-631-14275-4.